# 빌사이티스 소해정
빌사이티스 소해정(리투아니아어: Virsaitis)은 1919년부터 1940년까지 사용된 라트비아 해군의 소해정이다. 소해정의 이름은 라트비아의 군인을 역임한 프리시스 빌사이티스에서 유래되었다.